# Serafino Vannutelli
Serafino Vannutelli (Genazzano, 26 november 1834 - Rome, 19 augustus 1915) was een Italiaans geestelijke en kardinaal van de Rooms-Katholieke Kerk.
Serafino Vannutelli was de oudere broer van de latere curiekardinaal Vincenzo Vannutelli. Hij bezocht het seminarie van Palestrina en het Collegio Capranica in Rome, waar hij promoveerde in zowel de filosofie als de godgeleerdheid. Ook promoveerde hij in de beide rechten. Hij werd op 22 december 1860 priester gewijd en werkte vervolgens als hoogleraar aan het Pauselijk Romeins Seminarie. In 1864 werd hij auditor op de apostolische nuntiatuur in Mexico. Hij verliet het land na de val van keizer Maximiliaan, de jongere broer van de Oostenrijkse keizer Frans Jozef I, aan wiens korte keizerlijke avontuur in Mexico via het vuurpeloton een einde was gemaakt. Hierop werd Vannutelli auditor aan de nuntiatuur in Beieren.
Paus Pius IX benoemde hem in 1869 tot titulair aartsbisschop van Nicea en tot apostolisch delegaat voor Ecuador, Peru, de Granadijnse Confederatie, Venezuela, Guatemala, Costa Rica, Honduras en Nicaragua. Hier zou hij zes jaar blijven. In 1875 werd hij benoemd tot nuntius in België. Aan zijn verblijf aldaar kwam een einde toen België in 1880 plotseling de diplomatieke betrekkingen met de Heilige Stoel verbrak. Hij werd nu nuntius in Oostenrijk-Hongarije.
Tijdens het consistorie van 14 maart 1887 creëerde paus Leo XIII hem kardinaal. De Santa Sabina werd zijn titeldiakonie. In datzelfde jaar begon hij zijn loopbaan binnen de Romeinse Curie. In 1888 werd hij kardinaal-priester van de San Girolamo degli Schiavoni. Van 1891 tot 1892 was hij camerlengo. In 1892 werd hij aartsbisschop van Bologna, om al na één jaar terug te keren naar Rome. Hier werd hij kardinaal-bisschop van het suburbicair bisdom Frascati. Hij werd prefect van de Congregatie voor de Index (van verboden boeken), pro-prefect van de Congergatie van het Consistorie. Vanaf 1899 tot zijn dood was hij kardinaal-grootpenitentiarius. Vanaf 1903 was hij daarnaast secretaris van de Congregatie voor de Universele en Romeinse Inquisitie. In datzelfde jaar werd hij kardinaal-bisschop van Porto-Santa Rufina In 1913 werd hij deken van het College van Kardinalen. Kardinaal Vannutelli nam deel aan het conclaaf van 1903 dat leidde tot de verkiezing van paus Pius X en aan het conclaaf van 1914, waarbij paus Benedictus XV werd gekozen.
Hij overleed in Rome en werd begraven op Campo Verano.